# Lombi (plaats)
Lombi is een plaats in de Estlandse gemeente Tartu vald, provincie Tartumaa. De plaats heeft de status van dorp (Estisch: küla) en telt 185 inwoners (2021).
Op het grondgebied van Lombi ligt een klein meer, het Vasula järv, met een oppervlakte van 8,5 ha. Het is vernoemd naar de plaats Vasula ten noordwesten van Lombi.

## Geschiedenis
Lombi werd pas voor het eerst vermeld in een document uit 1839. Het viel onder het landgoed van Vasula.
In 1977 fuseerde Lombi met het buurdorp Pärna.